# Frans Meijers
Frans Meijers (Leiden, 6 november 1913 – Amsterdam, 26 augustus 1999) was een Nederlandse kunstenaar en verzetsstrijder tijdens de Tweede Wereldoorlog.

## Kunstenaar en ontwerper; de beginjaren
Meijers begon zijn ontwikkeling tot beeldend kunstenaar in 1927 op eigen kracht, als veertienjarige op de graveerkamer van een Leidse katoendrukkerij, en zette deze in 1932 voort als vaste medewerker van de eerste Nederlandse Volkshogeschool in Allardsoog bij Bakkeveen (Fr.), waar hij onder andere propagandamateriaal vervaardigde en betrokken was bij cursussen.  In 1939 vestigde hij zich in Amsterdam, waar hij aan het werk ging op een atelier voor textiel-ontwerpen. In deze periode begon hij ook stofontwerpen te leveren aan diverse textielproducenten in Twente en Brabant, zoals Ankersmit, Jansen & Tilanus, Menko en Van Vlissingen/Vlisco. Zijn ontwerpen hadden zoveel succes dat hem in 1942 de positie van hoofd van de tekenkamer bij de Twentse katoendrukkerij Van Heek werd aangeboden. Door de oorlogssituatie zou deze aanstelling slechts enkele maanden duren.

## Oorlog
Meijers koos al in een vroeg stadium van de oorlog voor het verzet. Hij was verloofd - en later getrouwd - met de Joodse Suus Appel. Haar zus Debora, die omkwam in Sobibor, was getrouwd met de later bekende historicus Jacques Presser. Onder andere via Presser raakte Meijers betrokken bij de PP-groep, een grotendeels uit Joden bestaande verzetsgroep, onder leiding van Bob van Amerongen en Jan Hemelrijk, die zich had gespecialiseerd in de onderbrenging en verzorging van onderduikers en het vervalsen van persoonsbewijzen. Met zijn grafische achtergrond bleek Meijers zeer bekwaam in het werk. Hij verschafte een groot aantal mensen, waaronder zijn vriendin, een nieuw persoonsbewijs. Zijn sterkste punten waren het bijwerken van stempels en aanpassen van de zwarte nummers. Dit laatste was lastig omdat het nummer maar liefst drie maal in het persoonsbewijs stond. Meijers krabde eerst de oude nummers weg en maakte daarna de plek met een eiwitoplossing op colodium weer glad en schreef vervolgens met Oost-Indische inkt de nieuwe cijfers op het persoonsbewijs. Andere vervalsers krabden de oude nummers weg en plakten er nieuwe letters in, maar bij vouwen of tegen het licht houden bleef de aanpassing altijd zichtbaar. Meijers was daarom niet enthousiast over deze methode.
Eerder in de oorlog had Meijers al als vervalser gewerkt voor de Persoonsbewijzencentrale en de Landelijke Organisatie voor Hulp aan Onderduikers.

## Stroomversnelling na 1945
Na de bevrijding vatte Meijers nog enige tijd als freelancer het vak van textiel/stofontwerper op, maar de vrije kunst won het van de toegepaste. Daarvan getuigt onder andere een bundeling van twaalf gesigneerde litho’s, getiteld Geschonden Land (200 exemplaren gedrukt, waarvan 175 genummerd. Gedrukt door Gebr. Vermolen te Amsterdam [1945]). De litho’s, met naar de oorlog verwijzende thema’s, gaan vergezeld van twaalf gedichten van C.D., J. van Naarden, J. van Wageningen [beiden: pseud. v. Jacques Presser], Albert Helman, Gerard den Brabander, Theun de Vries, Cola Debrot, Peter van Steen, C.J. Kelk, en Bertus Aafjes. Niet de litho’s illustreren hier de gedichten, maar de gedichten zijn gekozen bij de litho’s. Meijers' vrije werk bestond aanvankelijk uit pen- en penseeltekeningen en litho’s in zwart-wit en subtiele grijstinten. Vanaf ca. 1965 omvat het ook gouaches en schilderijen in transparante, heldere kleuren. Het werk is wat thematiek betreft wel eens als ‘unreal realism’ getypeerd.
In 1956 vestigde Meijers zich met echtgenote, zoon en dochter in Groet (NH) in een door hemzelf ontworpen villa aan de rand van de duinen. Sindsdien vond een stroomversnelling plaats in zijn werk en de presentatie daarvan. Samen met Dirk Trap, Kees den Tex en Jaap den Carpentier trad hij in de jaren zestig en zeventig naar buiten als Groep Bergen (niet te verwarren met de Bergense School van een halve eeuw eerder). Op tentoonstellingen in verschillende plaatsen in Nederland, Denemarken, Polen en Canada waren schilderijen, tekeningen en litho’s van hem te zien. Daarnaast was hij als werkend lid en bestuurslid actief in het Kunstenaars Centrum Bergen (KCB). Na sinds 1986 in Bergen gewoond te hebben keerde hij in 1995 terug naar Amsterdam, waar hij in 1999 op 85-jarige leeftijd overleed.